# 蒙自卫矛
蒙自卫矛（学名：Euonymus mengtseanus）是卫矛科卫矛属的植物，为中国的特有植物。分布于中国大陆的云南等地，生长于海拔1,300米至1,500米的地区，常生于多石山地以及林中，目前尚未由人工引种栽培。